# Havezate Melenhorst
Havezate Melenhorst was een havezate in Lenthe, gemeente Dalfsen. Een duidelijk bouwjaar van de havezate is niet bekend, wel wordt de havezate voor het eerst in 1560 genoemd. De boerderij op het erf werd in 1785 verkocht en het erf werd opgesplitst. Tegenwoordig staan de erven bekend onder de namen Grote en Kleine Bakenboer (naar het geslacht de Baecke, een van de vroegere eigenaren van de havezate). De havezate bestaat niet meer.